# 福島県道74号原町海老相馬線
福島県道74号原町海老相馬線（ふくしまけんどう74ごう はらまちえびそうません）は、福島県南相馬市から相馬市に至る県道（主要地方道）である。

## 概要
南相馬市原町区から太平洋沿いを北上して、相馬市中村に至る。南相馬市原町区の市街地では終点方向（東方向）に向かう一方通行区間が存在する。

### 路線データ
- 起点：南相馬市原町区南町1丁目
- 終点：相馬市大曲字天神
- 総延長：27.244 km[1]
  - 実延長：26.705km

## 歴史
- 1993年（平成5年）5月11日 - 建設省から、県道原町海老相馬線が原町海老相馬線として主要地方道に指定される[2]。福島県によって現在の路線名が認定される[3]。
- 2017年1月6日 - 終点の相馬市中野で接続していた国道6号が福島県道394号相馬新地線へ移管されたことにより、国道6号相馬バイパス交点である相馬市大曲から終点までの約1.5kmが県道認定を解除され、終点位置が変更される[4]。

## 路線状況

### バイパス・新道
南海老・蒲庭工区
- 起点 - 南相馬市鹿島区北海老字中堤
- 終点 - 相馬市蒲庭字坂下
- 全長 - 2.9㎞（うち供用済2.0㎞）
- 幅員 - 10.0m（車道部6.0m）

2011年3月11日に発生した東日本大震災による津波により当該区間の路線のほとんどが浸水し、矢ノ目川を渡る上立切橋の上部工が流出するなど甚大な被害を受けた。5月には陸上自衛隊により仮設橋が架けられ応急復旧が行われたが、県の圃場整備、海岸防災林整備計画を踏まえたうえで約500m内陸部に移すことが決定され2012年度に事業着手、2018年4月22日に新上立切橋を含むバイパス区間の2.0㎞が開通した。残る0.9㎞の現道拡幅区間についても事業が継続されている。旧道部分は2018年7月6日に県道区域から外され、今後は大部分が福島県の防災林として整備される。

### 道路施設
西殿橋
いずみ橋
- 全長：24.5m
- 幅員：5.5(9.5)m
- 形式：PC単純プレテン床版桁橋
- 竣工：2000年度

南相馬市原町区泉字町池に位置し、二級水系新田川水系武須川を渡る。橋上は上下対向2車線で供用され、下り線側に幅員2.75mの歩道が設置されている。総工費は5500万円。
梅川橋
- 全長：38.0m
  - 主径間：18.65m
- 幅員：6.5(15.0)m
- 形式：2径間PC連続ポステン中空床版桁橋
- 竣工：2000年度

相馬市程田字石ノ町に位置し、二級水系梅川を渡る。梅川の河道付替に伴い建設された。橋のすぐ北側が新田字梅川との、南側が柏崎字梅川との境界である。橋上は上下対向2車線で供用され、上下線両側に幅員3.5mの歩道が設置されている。総工費は1億3800万円。

## 地理

### 通過する自治体
- 南相馬市
- 相馬市

### 交差する道路
- 南相馬市

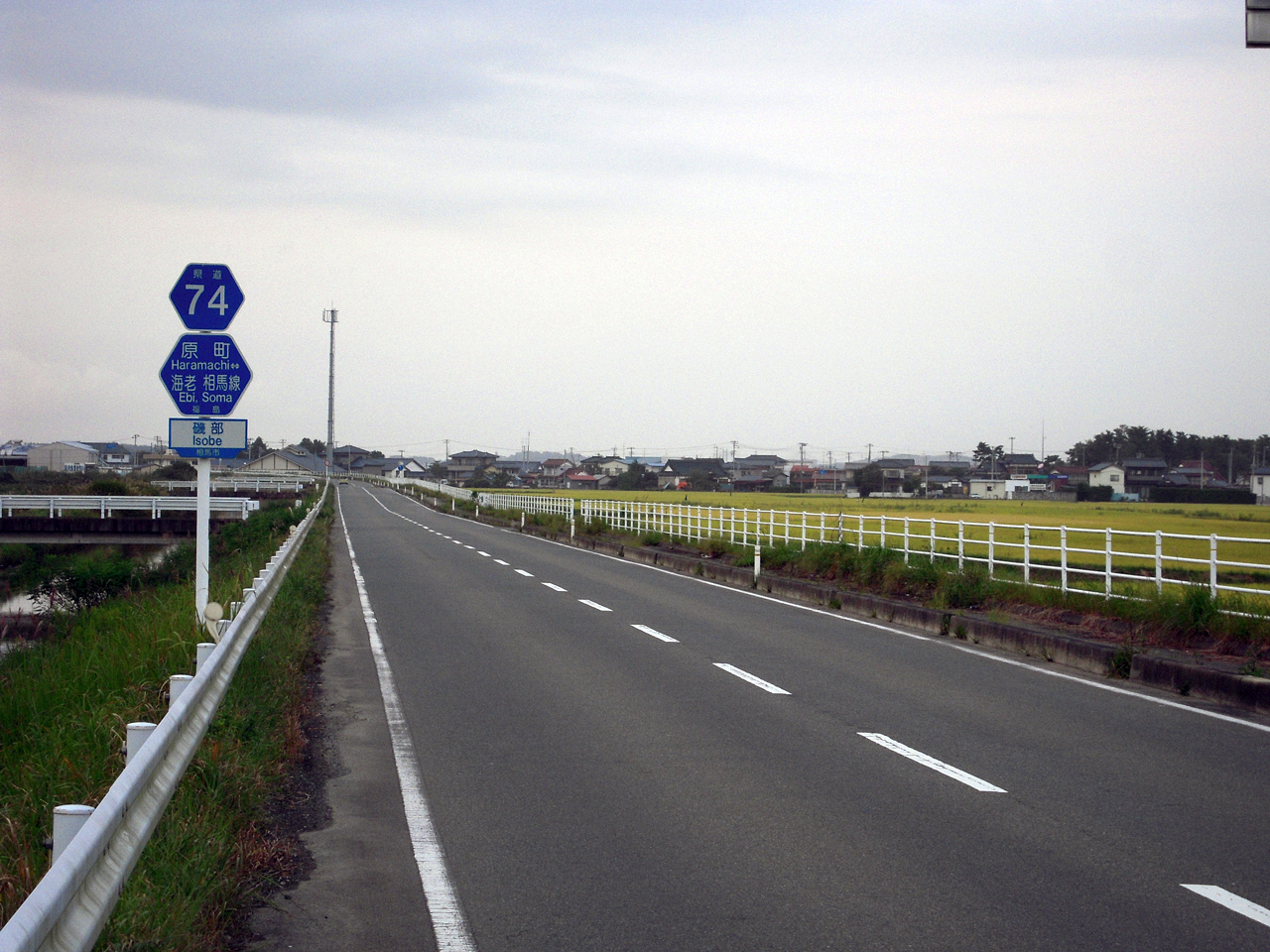
相馬市磯部付近（2008年10月）

  - 福島県道49号原町浪江線・福島県道62号原町二本松線（原町区南町1丁目（四ツ葉交差点） 起点）
  - 福島県道262号小浜字町線（原町区栄町2丁目（栄町2丁目交差点））
  - 福島県道12号原町川俣線（原町区東町2丁目）
  - 国道6号（原町区下高平字寺前（下高平交差点））
  - 福島県道260号北泉小高線（原町区北泉字地蔵堂）
  - 福島県道265号烏崎江垂線（鹿島区烏崎字添越）
  - 福島県道266号南海老鹿島線（鹿島区南海老字大森）
- 相馬市
  - 福島県道271号磯部日下石線（磯部字芹谷地）
  - 国道6号相馬バイパス・国道115号相馬南バイパス（大曲字天神（大曲交差点） 終点）

### 沿線にある施設など
- 南相馬市立原町第一小学校
- 南相馬市立高平小学校
- 東北電力グリーンパーク
- 相馬市立磯部小学校
- 相馬市立磯部中学校
- 東日本大震災慰霊碑
- 松川浦
- 飯豊郵便局
- 相馬市立飯豊小学校